# Hwang Bo-reum-byeol
Hwang Bo-reum-byeol (* 21. Dezember 1999 in Changwon) ist eine südkoreanische Schauspielerin.

## Leben und Karriere
Hwang wurde am 21. Dezember 1999 in Changwon geboren. 2019 gewann sie den Schönheitswettbewerbs Miss Chunhyang 2019. Ihr Debüt gab sie 2020 in dem Kurzfilm Departure, Sun. Danach spielte sie im selben Jahr in der Fernsehserie The World of My 17 die Hauptrolle. Ihre nächste Hauptrolle bekam sie in Can I Step In? 2022 war Hwang in der Serie Dear. M zu sehen. Unter anderem wurde sie 2023 in Romantic Guest House gecastet.

## Filmografie (Auswahl)
Filme
- 2020: Departure, Sun

Serien
- 2020: The World of My 17
- 2020: Can I Step In?
- 2021: So Not Worth It
- 2021: School 2021
- 2022: Thirty-Nine
- 2022: Dear. M
- 2023: Romantic Guest House

## Auszeichnungen

### Nominiert
- 2021: 35th KBS Drama Awards in der Kategorie „Beste Schauspielerin“[5]